# Unione Cristiana
L'Unione Cristiana (in olandese ChristenUnie, CU) è un partito politico olandese di orientamento cristiano-democratico e cristiano sociale.
Nacque nel 2001 dalla confluenza fra due formazioni politiche:
- l'Alleanza Politica Riformata (Gereformeerd Politiek Verbond - GPV), costituitasi nel 1948.
- la Federazione Politica Riformatrice (Reformatorisch Politieke Federatie - RPF), fondata nel 1975.

La formazione si ispira ai principi del protestantesimo, collocandosi su posizioni tendenzialmente progressiste in materia di economia, immigrazione e ambiente e social-conservatrici in tema di aborto ed eutanasia. Il partito si auto-definisce "cristiano-sociale".

## Storia

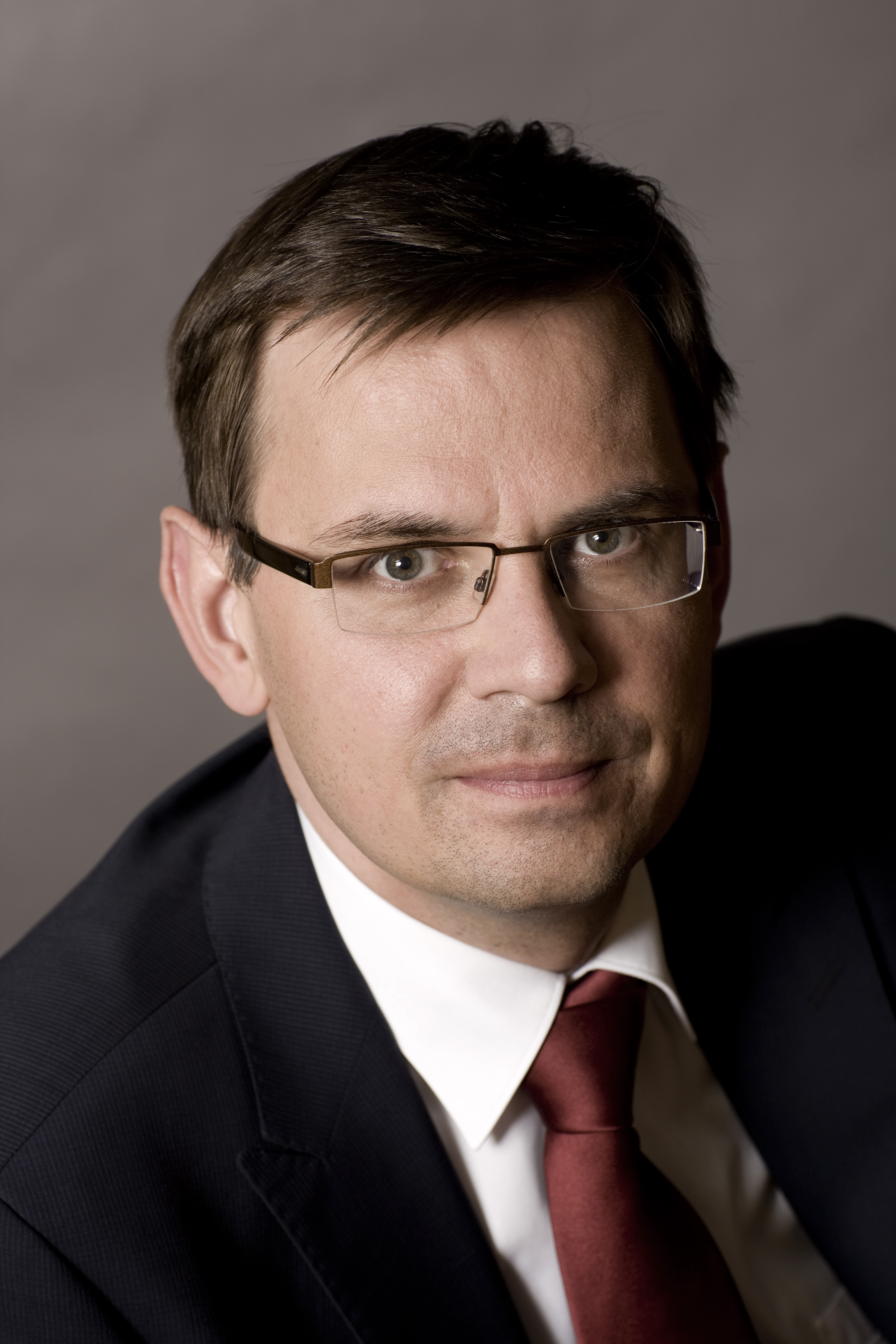
André Rouvoet, leader dell'Unione Cristiana dal 2002 al 2011

Alle politiche del 1998, il GPV aveva ottenuto 2 seggi agli Stati Generali, il RPF 5. Alle politiche del 2002 la CU ottenne solo 4 seggi, ridotti a 3 alle elezioni del 2003 (2,12% dei voti). Spesso la CU, in Parlamento, collabora con il Partito Politico Riformato: i due partiti sono definiti klein Christelijk (piccoli cristiani), per distinguerli dalla CDA, per anni il primo partito olandese. Nel 2002 è stato eletto leader del partito André Rouvoet, con il compito di ridurre le divisioni interne che avevano portato alla perdita di seggi.
Alle elezioni politiche anticipate del 2006 la CU ha ottenuto il 3,97% dei consensi ed ha eletto 6 deputati. È entrato, così, a far parte del governo di unità-nazionale guidato dal democristiano Balkenende e sostenuto anche dai socialdemocratici del PvdA.
Dopo essere tornato all'opposizione a seguito delle elezioni del 2010, dove ha subito un discreto calo (-0,73%), la CU ha mantenuto cifre stabili nel corso del decennio, per poi rientrare al governo a seguito delle elezioni del 2017. Partecipò al governo Rutte III in coalizione con VVD, CDA e D66, esprimendo due ministri, Carola Schouten al Ministero dell'Agricoltura, della Natura e della Qualità alimentare, e Arie Slob al Ministero dell'Istruzione primaria, secondaria e dei Media, e il Segretario di Stato alla Sanità, Welfare e Sport Paul Blokhuis.
In seguito alle elezioni europee del 2019, l'Unione Cristiana abbandonò il Gruppo dei Conservatori e dei Riformisti Europei (ECR) al Parlamento Europeo (di cui era stato un membro fin dalla fondazione), sostenendo che questo si stesse spostando troppo a destra accogliendo partiti di estrema destra come l'olandese Forum per la Democrazia e i Democratici Svedesi. L'Unione Cristiana si unì al gruppo del Partito Popolare Europeo.

## Ideologia
La CU può essere considerata un partito socio-conservatore. È apertamente contraria alle politiche libertarie (aborto, eutanasia, matrimoni omosessuali), dall'altro canto è favorevole all'intervento statale in economia, moderatamente euro-scettica (in relazione all'attuale configurazione istituzionale dell'Europa, non all'idea europeista) e favorevole a politiche eco-sostenibili. Può essere, quindi, definita un partito "cristiano-sociale" nell'accezione tedesca del termine. La CU può essere vista come simile ai partiti cristiano-democratici scandinavi, come il Partito Popolare Cristiano norvegese, quasi tutti di ispirazione protestante.
È membro del Movimento Politico Cristiano Europeo, che raccoglie molti dei movimenti cristiani socio-conservatori europei.
Alcune delle politiche conservatrici proposte dal partito sono:
- Facilitazione da parte del governo di un modello di un solo coniuge al lavoro, che consente a un genitore, spesso - ma non necessariamente - la moglie (in un elevato numero di casi, come in altri Paesi del Nord Europa, il marito) di rimanere a casa e prendersi cura dei bambini.
- La società dovrebbe custodire i suoi momenti di riposo collettivi e preferibilmente lasciare la domenica un giorno di riposo.
- Le pratiche dell'aborto e dell'eutanasia - dovrebbero essere ridotte e infine sostituite da alternative, come la cura delle donne con gravidanze indesiderate e cure palliative.
- Abbandono dell'attuale politica dei Paesi Bassi in materia di stupefacenti.
- Lotta alla pedopornografia e alla prostituzione.
- Difendere la libertà di insegnamento (cioè, fondare scuole religiose), sulla base della sovranità delle sfere.
- I Paesi Bassi dovrebbero rimanere un'entità politica indipendente all'interno dell'Unione europea.
- Limitare l'uso della manipolazione genetica.

Alcune politiche di centro-sinistra proposte sono:
- I servizi pubblici di educazione, assistenza sanitaria e sicurezza sociale dovrebbero rimanere amministrati dallo stato, ma su una scala più piccola di quella attuale.
- Maggiori bilanci per la cooperazione allo sviluppo al fine di affrontare la povertà nel sud globale.
- Una politica più aperta verso i richiedenti asilo, specialmente quelli che sono perseguitati per motivi religiosi.
- Una politica ambientale verde. Sulla base delle sue promesse elettorali sugli investimenti in energia verde la filiale olandese di Greenpeace ha definito ChristenUnion il partito politico più verde.[8]
- In sintonia con la visione complessiva del Movimento Politico Cristiano Europeo, la proposta di un'economia relazionale, che include elementi di mutualismo e cooperativismo.

## Struttura

### Presidenti dei gruppi parlamentari

#### Tweede Kamer[9]
- Leen van Dijke (13 marzo 2001 – 16 maggio 2002)
- Kars Veling (16 maggio 2002 – 12 novembre 2002)
- André Rouvoet (12 novembre 2002 – 22 febbraio 2007)
- Arie Slob (22 febbraio 2007 – 10 giugno 2010)
- André Rouvoet (10 giugno 2010 – 28 aprile 2011)
- Arie Slob (28 aprile 2011 – 10 novembre 2015)
- Gert-Jan Segers (10 novembre 2015 – 17 gennaio 2023)
- Mirjam Bikker (dal 17 gennaio 2023)

#### Eerste Kamer[10]
- Egbert Schuurman (27 marzo 2001 – 7 giugno 2011)
- Roel Kuiper (7 giugno 2011 – 2019)
- Tineke Huizinga (dal 2019)

## Membri importanti
- Peter van Dalen – eurodeputato dal 2009.
- Eimert van Middelkoop – ministro della difesa dal 2007 al 2010, presidente nel 2001 della GPV.
- Tineke Huizinga – segretario di Stato per i trasporti e le vie navigabili, responsabile dei trasporti acquatici e urbani tra il 2007 e il 2010.
- Carola Schouten – vice primo ministro e ministro dell’agricoltura, della natura e della qualità alimentare dal 2017.
- Paul Blokhuis – segretario di Stato per la salute, il welfare e lo sport, responsabile della politica per la vecchiaia, i disabili e i veterani tra il 2017 e il 2022.

## Risultati elettorali
| Elezione         | Voti    | %    | Seggi   | Posizione               |
| ---------------- | ------- | ---- | ------- | ----------------------- |
| Legislative 2002 | 240.953 | 2,54 | 4 / 150 | Opposizione             |
| Legislative 2003 | 204.694 | 2,12 | 3 / 150 | Opposizione Maggioranza |
| Legislative 2006 | 390.969 | 3,97 | 6 / 150 | Maggioranza             |
| Legislative 2010 | 305.094 | 3,24 | 5 / 150 | Opposizione             |
| Legislative 2012 | 294.586 | 3,13 | 5 / 150 | Maggioranza             |
| Legislative 2017 | 356.271 | 3,39 | 5 / 150 | Maggioranza             |
| Legislative 2021 | 351.275 | 3,37 | 5 / 150 | Maggioranza             |
| Legislative 2023 | 212.532 | 2,04 | 3 / 150 | Opposizione             |

Elezioni Europee:
| Elezione                         | Voti    | %    | Seggi  |
| -------------------------------- | ------- | ---- | ------ |
| Europee 2004 a                   | 279.880 | 5,87 | 2 / 27 |
| Europee 2009 a                   | 310.540 | 6,82 | 2 / 25 |
| Europee 2014 a                   | 364.843 | 7,67 | 2 / 26 |
| Europee 2019 a                   | 375.660 | 6,83 | 2 / 26 |
| a Con Partito Politico Riformato |         |      |        |